# Mycodrosophila palmata
Mycodrosophila palmata är en tvåvingeart som beskrevs av Toyohi Okada 1956. Mycodrosophila palmata ingår i släktet Mycodrosophila och familjen daggflugor. Inga underarter finns listade i Catalogue of Life.